# 비르지니 에피라
비르지니 에피라(프랑스어: Virginie Efira, 1977년 5월 5일 ~ )는 벨기에와 프랑스의 배우, 텔레비전 사회자이다. 2022년 영화 《파리 메모리즈》를 통해 제48회 세자르상 여우주연상을 수상했다.

## 출연 작품

### 영화
- Kill Me Please (2010)
- La chance de ma vie (2010)
- 마이 워스트 나이트메어 (2011)
- 서른아홉, 열아홉 (2013)
- Caprice (2015)
- 업 포 러브 (2016)
- 빅토리아 (2016)
- 엘르 (2016)
- 숲속왕국의 꿀벌 여왕 (2017) - 목소리
- 수영장으로 간 남자들 (2018)
- 불가능한 사랑 (2018)
- 시빌 (2019)
- 폴리스 (2020)
- 아듀 (2020)
- 베네데타 (2021) - 베네데타 카를리니 역
- 돈 주앙 (2022, Don Juan)
- 그, 그리고 그들의 아이들 (2022)
- 파리 메모리즈 (2022)

### 텔레비전 드라마
- 연예인 매니저로 살아남기 (2017)